# Compiere
Compiere (произносится как «Компиере») — промышленная система классов ERP и CRM с открытыми исходными кодами для предприятий малого и среднего размера. Журнал InfoWorld наградил Compiere премией «Bossie Award» в номинации «Лучшее в мире ERP-решение на открытых исходных кодах».
На март 2009 года зафиксировано более 1,6 млн скачиваний системы с официального сайта.
В сентябре 2007 года разработчики Compiere заявили, что обновления (Service Pack) будут предоставлять только для платных подписчиков раз в 1-2 месяца, что касается бесплатной версии — она будет выкладываться раз в год.
Штаб-квартира — Редвуд Шоз (Redwood Shores), Калифорния.

## Основные особенности Compiere
- Открытый исходный код.
- Отсутствие затрат на приобретение лицензий версии Community Edition. Остальные версии требуют лицензионных отчислений[4].
- Полнофункциональный веб-интерфейс, используемый наряду с Java Swing интерфейсом. Отсутствует в версиях Community Edition и Standart Edition.
- Возможность перенастраивать любое окно системы без программирования.
- Общая информационная база для всех модулей системы.
- Мульти-валютный учёт, многоязыковой интерфейс, многонациональные налоговые ставки,

## Состав версий программы
| Версия                                               | Community Edition | Standart Edition | Professional Edition | Cloud Edition |
| ---------------------------------------------------- | ----------------- | ---------------- | -------------------- | ------------- |
| Стоимость за 1 пользователя в месяц                  | бесплатно         | договорная       | договорная           | договорная    |
| Наличие стандартного ERP/CRM функционала             | есть              | есть             | есть                 | есть          |
| Кросс-платформенный Java-клиент                      | есть              | есть             | есть                 | есть          |
| Отчётный редактор PDF                                |                   | есть             | есть                 | есть          |
| Веб-интерфейс                                        |                   |                  | есть                 | есть          |
| Уровень расширенных бизнес-отчётов                   |                   |                  | есть                 | есть          |
| Поддержка безопасности данных на промышленном уровне |                   |                  | есть                 | есть          |
| Складская логистика (WMS)                            |                   |                  | $                    | $             |
| Производство                                         |                   |                  | $                    | $             |

## Функциональные возможности
Compiere охватывает стандартные функциональные возможности ERP и CRM систем, но чтобы избежать дублирования информации и обеспечить синхронизацию, Compiere имеет общую информационную среду для всех модулей.

### Управление заказами (Order Management)
Compiere позволяет комплексно автоматизировать отделы продаж и закупок. Автоматизация бизнес-процессов отдела продаж, таких как отгрузки, оплаты, комиссионные включает:
- Формирование заказов клиентов различными способами (в магазине, по телефону, через Интернет) и отслеживание статуса заказов
- Автоматическая генерация документов различных типов (накладные, предоплата, оплата на кассе, фактуры и т. п.) для ускорения работы персонала.
- Связывание всех отгрузок и оплат с заказом.
- Гибкая настройка прайс-листов и управление скидками.
- Управление дистрибуцией, комбинированные условия оплаты, учёт графиков оплаты и прогнозирование будущих поступлений.
- Отслеживание сроков оплаты и автоматическое формирование писем-требований об уплате долга по просроченным платежам.
- Имеется возможность продажи в кредит и отслеживание кредитоспособности клиентов.
- Учёт рабочего времени сотрудников.
- Расчёт многоуровневых комиссионных отчислений посредникам и торговым представителям.
- Сопоставление финансовых поступлений и документов обязательств.
- Различные возможности оплаты счетов — наличными денежными средствами, безналичным перечислением на расчётный счёт, по кредитной карте, электронно

### Управление снабжением (Procurement)
Compiere соответствует системе управления цепями поставок (Supply Chain Management). Автоматизируется полный цикл закупок от обработки заявок до оплаты поставщикам:
- Запросы и тендеры на поставку с приглашением поставщиков и приёмом предложений через веб-портал.
- Генерация заказов на закупки из заказов на продажу, заявок на пополнение склада и внутренних заявок от подразделений.
- Автоматическое двух- и трёхстороннее сопоставление заказов, документов обязательств и приходных ордеров.
- Гибкий учёт методов оплаты поставщикам.

### Управление запасами (Material Management)
Система обеспечивает выполнение следующих функций:
- Использование единой базы поставщиков
- Возможность формировать заказы на закупку на основании заявок от внутренних подразделений.
- Организация тендеров, конкурсов на закупку среди поставщиков.
- Возможность поддержки прайс-листов поставщиков
- Расширенная карточка товара, дающая возможность устанавливать взаимосвязи связи с аналогичными товарами, заменителями, сопутствующими товарами и т. д.
- Использование единых классификаторов и кодификаторов ТМЦ и единиц измерения.
- Возможность в зависимости от требований законодательства к учёту и особенностей бизнес-процессов предприятия выбирать вид учёта: материально-производственных запасов: партионный, беспартионный, поштучный в разрезе складов, указателей, МОЛов, видов запасов (материалы, оборудование).
- Формирование и регистрация первичных документов (счета-фактуры поставщиков, приходная документация и пр.)
- Автоматическое получение аналитических отчётов в разрезе заказов на закупку, поставщиков, закупаемой продукции и т. д.
- Контроль неликвидов, дефицитных позиций, контроль за сверхнормативными запасами, контроль над оборачиваемостью запасов
- Взаимодействие с удалёнными складами
- Информационная связь между системами бухгалтерского, финансового учёта и учёта движения запасов на местах хранения
- Обеспечение информационной связи с процессами учёта и распределения затрат, кредиторской задолженностью, учёта финансирования.

### Управление проектами (Project Management)
Управление жизненным циклом продукта/кампании осуществляется с помощью модуля «Управление проектами»:
- Управление предпродажным процессом (конвейер продаж), подготовка коммерческих предложений, конвертация в заказы на продажу.
- Управление фазами проектов с фиксированной ценой или начислением фактических затрат времени и материалов.
- Проектные задания (производство).

### Складскаялогистика(WMS— Warehouse Management System)
Система складского учёта в Compiere включает в себя:
- функции по приходованию товара:
  - оприходование, сортировка и отбраковка товара;
  - автоматическое формирование заданий на размещение товара по зонам и складским указателям на основании складской стратегии размещения;
  - пятимерное определение складского указателя: крыло, секция, ряд, стеллаж, позиция;
  - возврат товара;
- отпуску или отгрузке товара в производство или покупателям:
  - планирование потоков отгружаемых товаров на основании заказов на продажу и доступного количества товаров на складе;
  - комплектная и поочерёдная выборка товара со склада методами LIFO/FIFO;
  - упаковка и отгрузка;
- а также множество других внутрискладских операций:
  - составление для складских операторов маршрутных карт, которые включают операции по размещению/выборке/пополнению запасов на основании заданной складской политики;
  - контроль состояния запасов на складе (количество, срок годности);
  - автоматическое формирование заданий на пополнение склада с указанием количества и мест-источников пополнения.

### Производство (Manufacturing)
Compiere имеет функциональные возможности, предназначенные для удовлетворения производственных нужд малых и средних обособленных предприятий.
Главной целью производственной части в Compiere является сборка готовых изделий из компонентов, которая представляет собой одношаговый процесс.
В настоящий момент эта часть не соотносится с потребностями сложных производственных процессов цеха, которые требуют определения последовательности действий и распределения трудовых, механических ресурсов и работы оборудования.

### Управление финансами (Cash Management)
Учёт операций по наличным и безналичным расчётам.

### Бухгалтерия(финансовый учёт)
В системе имеется возможность параллельного ведения учёта по нескольким планам счетов. Перечень синтетических счетов задаётся для каждого плана счетов. Количество счетов в системе не ограничено.
Система не имеет ограничений для определения дополнительных субсчетов, детализирующих состояние счета в разрезе объектов (субъектов) учёта. Система позволяет вводить 15 уровней аналитического учёта (11 предопределённых + 4 пользовательских).
Система позволяет вести разные синтетические счета в одинаковых аналитических разрезах, и, наоборот, на одном счёте может вестись учёт в нескольких разных аналитических разрезах.
При настройке системы реализована возможность определения функциональной валюты (базовая валюта) учёта. При этом на каждом из счетов БУ может вестись учёт сумм в валюте операции (иностранной валюте) и в учётной валюте, а также в количественных показателях.

### Анализ эффективности бизнеса (Performance Analysis)
Оценка эффективности собственного бизнеса, а также качества обслуживания клиентов производится с помощью гибкой настройки сбора информации, оценки и мониторинга уровня обслуживания (SLA — Service Level Agreement) своей организации (для клиентов) и поставщиков.

### Управление отношениями с клиентами (Customer Relationship Management)
Основные возможности Compiere CRM, это:
- Неограниченное количество адресов для доставки, юридических адресов контрагента, поручителей и т. п.
- Учёт взаимоотношений между контрагентами, посредники.
- Управление запросами, возможностями, отслеживание проблемных запросов. Отслеживание всех запросов, жалоб, рекламаций. Связывание запросов с соответствующими документами в системе (например, с документами на продажу товара или платёжными документами).
- Установка дат напоминаний и оперативное получение напоминаний.
- Запись любых обращений в компанию; делегирование обращений (запросов) внутри организации.
- Отслеживание хода обработки запросов и обновление информации для внешних пользователей («личный кабинет» на сайте).
- Богатый функционал для совершения и учёта операций продаж.
- Электронная коммерция

### Управление бизнес-процессами (Work-flow Management)
Система Compiere полностью поддерживает управление бизнес процессами (BPMN) и основывается на комбинации управления workflow и стандартов группы управления объектами (OMG стандарты). Далее, мы используем термин Workflow вкупе с возможностями управления бизнес-процессом (BPM).
В отличие от других ERP систем и CRM приложений, Workflow не находится над приложением; он является основой для системы Compiere. Механизм Workflow в Compiere — это ядро системы Compiere для осуществления транзакций. Это значит, что все процессы в системе Compiere автоматически связаны с workflow, и их легко расширить или изменить. Так как workflow полностью интегрирован, бизнес-процессы в системе Compiere просты в обслуживании и гораздо более функциональны, чем внешние или дополнительные workflow-приложения некоторых других ERP и CRM систем.

### Интернет-магазин (Web Store)
Помимо веб-интерфейса самой программы Compiere ERP/CRM имеет функции электронной веб-коммерции, такие как интернет-магазин с поиском товаров и возможностью оплаты кредитными картами. Для электронной коммерции есть возможность завести собственные личные кабинеты, а менеджеры могут видеть статистику веб-запросов и посещений.

## Контроль безопасности
Compiere обладает полным перечнем контроля безопасности системы:
- Задание прав доступа к функциям или данным, включая ограничения на строки и столбцы, а также на зависимые данные.
- Правила доступа действуют на всех уровнях интерфейса: пользовательский, веб-интерфейс, генераторы отчётов, экспорт данных.
- Аудит пользовательских сессий, отчётов и запуска процессов.
- Журнал изменения данных — возможность отмены и повторного применения изменений, включая удаление данных.

Эти возможности не доступны в Community Edition и Standart Edition версиях системы.

## Архитектура
J2EE, Model-View-Controller, RIA, Ajax, Сервисно-ориентированная архитектура (SOA), Google Web ToolKit

## Поддержка баз данных
До версии 2.5.2 Compiere для работы требовал СУБД Oracle. Поддержка PostgreSQL, MySQL и Sybase реализована в beta версии.
Версия 3.3 официально поддерживает следующие СУБД: Oracle XE, Oracle 10gR2, Oracle 11g или EnterpriseDB Postgres Plus Advanced Server 8.3.

## Сompiere в России
Система Compiere изначально создавалась как глобальная система с возможностью гибкой настройки параметров под законодательство любой страны (локализации). Локализация системы возлагается на авторизованных партнёров Compiere в различных странах мира. На март 2009 число официальных партнёров составило 40 компаний (в том числе международных), расположенных по всему миру.

### Локализация Compiere ERP/CRM для России
Требования к локализации имеющегося функционала Compiere для Российской Федерации:
- Бухгалтерский учёт, включая первичную документацию и отчётность, полностью должны соответствовать требованиям законодательства Российской Федерации. Одними из основных требований к ведению бухгалтерского учёта в РФ являются:
  - учёт имущества, обязательств и операций путём двойной записи;
  - своевременная регистрация хозяйственных операций в первичных оправдательных документах, на основании которых ведётся бухгалтерский учёт;
  - журнально-ордерная форма учёта.
- Формирование декларации по налогу на добавленную стоимость согласно требованиям Минфина РФ.
- Расширенный состав первичных документов и отчётных форм
- Полный перевод интерфейса и пользовательской документации на русский язык

### Партнёры Compiere в России
К марту 2009 года официальными партнёрами Compiere являются:
- Группа компаний «КОМСОФТ» — серебряный партнёр Compiere, осуществила полную локализацию системы для России.
- Компания «АйТи» — партнёр Compiere.

## Форки системы
Много проектов используют исходный код Compiere в качестве основы для развития своих собственных Open Source ERP систем: 
- ADempiere
- OpenCompiere Business Solution[7]
- OpenFly[8]
- OpenBlue[9]
- Openbravo
- Zoapiere ERP System[10]

## Статьи
- Буше Рене Фергюсон. ERP-системы с открытым исходным кодом набирают обороты (рус.) // pcweek.ru : журнал. — 2006. — 22 августа (№ 30 (540)).
- Сергей Свинарев. Open Source на рынке ERP (рус.) // pcweek.ru : журнал. — 2008. — 10 октября.